# Umbriel (satèl·lit)
Umbriel és el tercer satèl·lit més gros d'Urà i el més fosc dels seus satèl·lits majors. Va ser descobert per William Lassell el 1851.

## Nom
Els satèl·lits d'Urà reben els seus noms de personatges de ficció creats per William Shakespeare o Alexander Pope. Umbriel és el nom d'un «esperit crepuscular de la malenconia» en el poema The Rape of the Lock d'Alexander Pope. El seu nom fa pensar en «ombra», un nom molt adequat per a un objecte fosc com Umbriel. Aquest nom va ser suggerit per John Herschel (fill de William Herschel) el 1852, a petició de William Lassell. També s'anomena Urà II.

## Característiques físiques
Umbriel és un cos de forma esfèrica i fa 1.169 km de diàmetre. Aproximadament, la mateixa mida que Ariel, un altre dels satèl·lits d'Urà. En les fotografies preses per la Voyager 2, que el va visitar el 1986, s'aprecia una superfície rocosa i plena de cràters, força uniforme en tot el satèl·lit. A diferència de les altres llunes d'Urà, els cràters d'Umbriel són foscos, i això fa que la superfície només reflecteixi un 16% de la llum incident. Està compost majoritàriament per gel d'aigua amb parts de roca i metà congelat. La major part d'aquest metà es troba a la superfície. No sembla que hagi tingut activitat geològica des de fa molt de temps.
La característica més destacable d'Umbriel és Wunda, una zona blanca brillant en forma d'anell situada prop de l'equador del satèl·lit. Té 140 km de diàmetre i no se sap amb seguretat què és, però probablement és el terra d'un cràter cobert amb algun tipus de gel. També es coneix un altre cràter anomenat Skind, amb un brillant pic central (vegeu imatge).